# Croy (Lanarkshire Settentrionale)
Croy (An Crothaidh in lingua gaelica scozzese) è una località della Scozia, situata nell'area di consiglio del Lanarkshire Settentrionale.